# Agarodes georgia
Agarodes georgia là một loài Trichoptera trong họ Sericostomatidae. Chúng phân bố ở miền Tân bắc.